# Große Einwanderungswelle
Als Große Einwanderungswelle wird eine Periode der kanadischen Geschichte bezeichnet, in der vor allem europäische Einwanderer dafür sorgten, dass zwischen den Jahren 1815 und 1850 die heutigen kanadischen Gebiete ein Bevölkerungswachstum von 500.000 auf 2,4 Millionen Einwohner erlebten.

## Vorgeschichte

### Frühe Einwanderungswellen seit dem Siebenjährigen Krieg
Mit dem Sieg der britischen Kolonialmacht über die französischen Truppen und der Eroberung der vormaligen französischen Gebiete in Nordamerika, war die britische Kolonialmacht durch die verbliebene französischsprachige Bevölkerung mit dem Problem konfrontiert, die neu erworbenen Gebiete dauerhaft zu halten. Da die frankophone Bevölkerung insbesondere in Québec die Majorität besaß, befürchtete die britische Regierung Aufstände von Seiten der ortsansässigen Bevölkerung, die sie mit der Ansiedlung von anglophonen Siedlern zu verhindern suchte. Anfangs wurden insbesondere Schotten, die im Krieg auf Seiten der Briten in den Highlandregimentern gekämpft hatten, mit freiem Land in Neu-Schottland und Quebec belohnt, da sich eine Wiedereingliederung der schottischen Soldaten in frühere soziale Strukturen aufgrund veränderter sozialer und wirtschaftlicher Bedingungen schwierig gestaltete und finanzieller Ausgleich die britische Staatskasse zu sehr belastet hätte. Mit der Proklamation von 1763 und dem damit verbundenen Siedlungsverbot westlich der 13 britischen Kolonien auf dem Gebiet der heutigen USA, versuchte die britische Regierung angloamerikanische Siedler in die nördlichen Gebiete zu locken, insbesondere Neu-Schottland, wo bereits Engländer zu siedeln begannen. Dieses Unterfangen schlug fehl, da die neuen Gebiete aufgrund karger Landschaft und fremdsprachiger Bewohner für angloamerikanische Siedler ein unattraktives Siedlungsgebiet war. Die Bevölkerung Neu-Schottlands wuchs dementsprechend in den Jahren 1763–1767 von 8000 Einwohnern auf gerade einmal 13.000, darunter französische Akadier und deutsche Mennoniten. Bei den Wenigen, die aus den 13 Kolonien eingewandert waren, handelte es sich vorwiegend um Händler und Bauunternehmer, die mit dem britischen Militär Geschäfte machten oder sich dem lukrativen Pelzhandel widmeten. Die Situation änderte sich mit dem Ausbruch der amerikanischen Revolution dahingehend, dass britische Loyalisten aus den 13 Kolonien flohen. Von den 40.000–50.000 Flüchtlingen siedelten nur ca. 10.000 in Quebec,. Die Mehrzahl siedelte sich in den maritimen Gebieten an und gründete im Jahr 1784 die neue Provinz New Brunswick. Westwärtige Siedlungsbewegungen, die von der britischen Regierung mit der Vergabe von freiem Land gefördert wurden, da sie einer amerikanischen Okkupation zuvorkommen wollte, gab es nur durch einen kleinen Teil der Exilanten. Hierbei handelte es sich zum Großteil um Farmer, den so genannten Frontier Farmers, die eine sehr heterogene Gruppe bildeten und weniger britische Loyalisten, sondern zumeist Schotten, Deutsche und indigene Einwohner umfasste. Die Vergabe von freiem Land in Upper Canada, unter der Leitung des ersten Vizegouverneurs John Graves Simcoe, sollte vor allem dazu dienen, das Land insgesamt für amerikanische und britische Siedler attraktiver zu machen, in der Hoffnung, eine bestehende anglophone Bevölkerung würde für neue Siedler Anziehungskräfte entwickeln. Insgesamt betrachtet waren diese Bemühungen allerdings nur von geringem Erfolg gekrönt und die erhoffte große Einwanderung von britischen Siedlern blieb lange Zeit aus.

## Migration nach Kanada seit 1815

### Die große Einwanderungswelle seit 1815
Mit dem Ende der napoleonischen Kriege und dem Wiener Kongress im Jahre 1815 änderte sich die Situation für die britischen Gebiete in Nordamerika. Britische Immigranten sahen in den überseeischen Gebieten eine Chance auf ein besseres Lebens, als jenes, welches ihre vormalige Heimat zu bieten hatte. Die kanadische Bevölkerung wuchs in der Folge zwischen den Jahren 1815 und 1850 von ehemals 500.000 Einwohnern auf 2,4 Millionen Einwohner. Unter den vielfältigen Gründen für die plötzliche Einwanderungswelle, war einerseits der rasante Bevölkerungsanstieg auf den britischen Inseln und dem europäischen Festland seit dem frühen 19. Jahrhundert, welcher für eine massive Überbevölkerung der einhergehenden Arbeitslosigkeit verantwortlich war. Verschärft wurde diese Arbeitssituation durch die Umstellung der Kriegswirtschaft auf Normalbetrieb, welche viele Arbeiter freisetzte, sowie die Rückkehr von Kriegsveteranen, die vorher im Krieg gebunden waren und wieder in die Gesellschaft eingegliedert werden mussten. Zudem wurden viele Betriebe mit dem Beginn der industriellen Revolution maschinisiert, insbesondere viele Textilbetriebe waren nicht mehr von einem großen Arbeitereinsatz abhängig und der Niedergang der britischen Baumwollindustrie verbunden mit dem Wechsel zu Metallindustrie vergrößerte die Not und die Hoffnung in den nordamerikanischen Gebieten ein besseres Leben vorzufinden, da dort günstig Land zu erwerben war. Besonders in Irland und Schottland, welches zudem von veränderten Anbaumethoden und ungünstigen Pachtbedingungen betroffen war, sorgen zu der Zeit wiederkehrende Missernten im Kartoffelanbau für Hungersnöte in den 1840er Jahren, die in der Folge die britische Regierung Wanderungsbewegungen von verarmter Bevölkerung auf die britische Hauptinsel befürchten ließen. Da sich noch reichlich unerschlossenes Land in den ansonsten politisch eher wenig beachteten nordamerikanischen Gebieten befand, entschloss sich die britische Regierung dem Problem durch Ansiedlung, mittels günstiger Landvergabe, in Nordamerika zu begegnen. Der durch die Immigranten verursachte Bevölkerungsanstieg verdeckt allerdings das Phänomen, dass über die Hälfte der Immigranten, die in Britisch-Nordamerika anlandeten, sich alsbald auf den Weg in die Vereinigten Staaten machten.

### Besiedlung des britischen Gebietes in Nordamerika seit 1815
Anfänglich verlief die Einwanderung in die kanadischen Gebiete institutionell von britischer Seite unorganisiert. Die Kosten für die Überfahrt, welche sich die zumeist Mittellosen nicht leisten konnten, wurden, neben offiziellen Institutionen, von Privatleuten oder sozialen Organisationen gespendet und mancher Gutsherr zahlte seinem Pächter die Überfahrt, nicht immer ohne Eigennutz. 90 % der Überfahrten fanden mittels Holzfrachtern statt, die auf ihrer Rückfahrt die durchaus lukrative Personenfracht unter menschenunwürdigen Bedingungen, das heißt wochenlang auf engem Raum in einem unbelüfteten und mit wenig Licht versorgten Laderaum, beförderte. Der strapaziösen Überfahrt, die für Krankheitsausbrüche und etliche Sterbefälle verantwortlich war, begegnete die britische Regierung in den 1820er Jahren mit der Gründung des Canadian Immigration Service, welcher Transportbedingungen und die Grundausstattung, wie z. B. ein Landungsgeld, für die Immigranten regelte. Des Weiteren bot der Canadian Immigration Service den Neuankömmlingen Hilfe bei der Arbeitssuche und bei der Suche nach Angehörigen und Freunden. Gegen Verstöße gegen die vorgeschriebenen Transportbedingungen wurde gegebenenfalls gerichtlich vorgegangen, falls sich ein Verdacht aufgrund von Beschwerden der Passagiere erhärtete.
Die Landvergabe selbst fand anfänglich durch Land Companies, wie die Canada Company, statt, die große Teile des kanadischen Landes aufkauften und zur Pacht ausschrieben. Hiermit verbunden waren aggressive Werbekampagnen, wobei Anwerber an den Ankunftsorten der Immigranten postiert wurden. Darüber hinaus verkauften wohlhabende Privatleute, wie der Schotte Thomas Douglas, Lord Selkirk, der sich seit Anfang des 19. Jahrhunderts um die Ansiedlung schottischer Einwanderer in Upper Canada und Manitoba bemühte. Sein größtes Projekt war dabei die so genannte Red River Colony im heutigen Manitoba, welches aber unter großen Schwierigkeiten mit den indigenen Bewohnern, den Métis, zu leiden hatte.
Mit der Verschärfung der sozialen Krise in Irland, ausgelöst durch Preisverfall für landwirtschaftliche Produkte und ineffizienten Anbau, entschloss sich die britische Regierung in den 1830er Jahren selbst in die Landvergabe einzugreifen, um den Ankauf von Land für arme Leute erschwinglich zu halten. Befördert durch die Maßnahme, welche dazu gedacht war verarmte Iren von der britischen Insel fernzuhalten, verdoppelte sich im Jahre die Zahl der Einwanderer von den britischen Inseln laut den Aufzeichnungen im Hafen von Quebec (1829: 13,307; 1830: 30574). Ungefähr zwei Drittel der Immigranten kamen dabei Irland, ein Zehntel aus Schottland. Briten von der Hauptinsel machten den Rest aus.

### Einwanderung seit 1840
Die Einwanderung nach Kanada erlebte zumindest in der ersten Hälfte der Dekade wieder einen leichten Rückgang. Die Hoffnung vieler Einwanderer auf ein besseres Leben in der neuen Heimat konnte nicht befriedigt werden, da einerseits die erhoffte Beschäftigung beim Aufbau der Infrastruktur, insbesondere der Kanalbau, nicht in dem versprochenen Maße verwirklicht werden konnte und andererseits die Immigranten größtenteils ungelernte Arbeiter waren. Ebenso ließ die landwirtschaftliche Betätigung in dem rauen Klima mit seinen kargen Böden viele Einwanderer desillusioniert zurück, so dass beispielsweise im Winter des Jahres 1842–1843 ca. 9500 Briten wieder zurück in ihre Heimat fuhren. Ab der zweiten Hälfte der Dekade kam es zu einem massiven Anstieg von neuen Immigranten, vornehmlich irischer Herkunft. Auslöser dafür waren in Irland weitverbreitete Missernten im Kartoffelanbau, bedingt durch Kartoffelfäule, die in der irischen Geschichte als „Die große Hungersnot von 1845“ bekannt sind. Infolge derer zwischen 1846 und 1854 von britischen Inseln rund 400.000 Migranten, größtenteils irischer Herkunft, nach Kanada übersetzten.

### Integrationsprobleme und Folgen
Gerade die maritimen Gebiete Kanadas hatten aufgrund der Einwanderung stellenweise mit einer hohen Überbevölkerung zu kämpfen und konnten dementsprechend nicht genügend Arbeitsmöglichkeiten anbieten, was zu einer hohen Arbeitslosigkeit und den daraus folgenden sozialen Missständen führte.
Befördert durch die große Zahl der Einwanderer erlebte die Region den Ausbruch zahlreicher Seuchen, von denen die Cholera-Epidemie von 1832 die schlimmste war. Von den 52.000 neuen Einwanderern starben infolge der Epidemie ein Zwölftel und von den in Lower Canada und Upper Canada Lebenden einige Tausend.
Zur Verärgerung kam es vor allem unter frankophonen Kanadiern, die um ihren politischen Einfluss fürchteten, stellten sie doch die bisherige Majorität dar, der dementsprechend institutionell Geltung verschafft worden war, unter anderem die Beibehaltung einer französischen Amtssprache. Somit verbreiteten sich Verschwörungstheorien unter den französischsprachigen Einwohnern, die eine politische Assimilierung zum Inhalt hatten.

## Einwanderung seit 1850
Als Reaktion auf den Rückgang britischer Einwanderer entschloss sich die Regierung zur Gründung von Anwerbebüros, wie z. B. in Liverpool, und eröffnete massive Werbekampagnen und dennoch britische Arbeiter und Farmer zur Übersiedlung nach Kanada zu bewegen. Jedoch änderte sich langsam der Fokus. Nicht länger sollten die kanadischen Gebiete dazu dienen, verarmte Bürger aufzunehmen, sondern ebenso gut ausgebildete Arbeiter und fähige Farmer, die der rauen Landschaft in den zu besiedelnden westlichen Gebieten gewachsen waren.